# Университет коренных народов Канады
Канадский университет коренных народов — колледж, являющийся филиалом Университета Реджайны, расположенного в канадской провинции Саскачеван. Университет управляет тремя кампусами в провинции: в Принс-Альберте, Реджайне и Саскатуне. Университет предлагает академические программы в области бизнеса, гуманитарных, социальных и естественных наук, включая ряд программ, посвященных аборигенным обычаям.
Учреждение происходит от Индейского федеративного колледжа Саскачевана, федеративного колледжа, созданного в мае 1976 года на основании соглашения между Федерацией индейских наций Саскачевана и Университетом Реджайны. В июне 2003 года учебное заведение было переименовано, а его новый кампус открылся позже в том же году.

## История

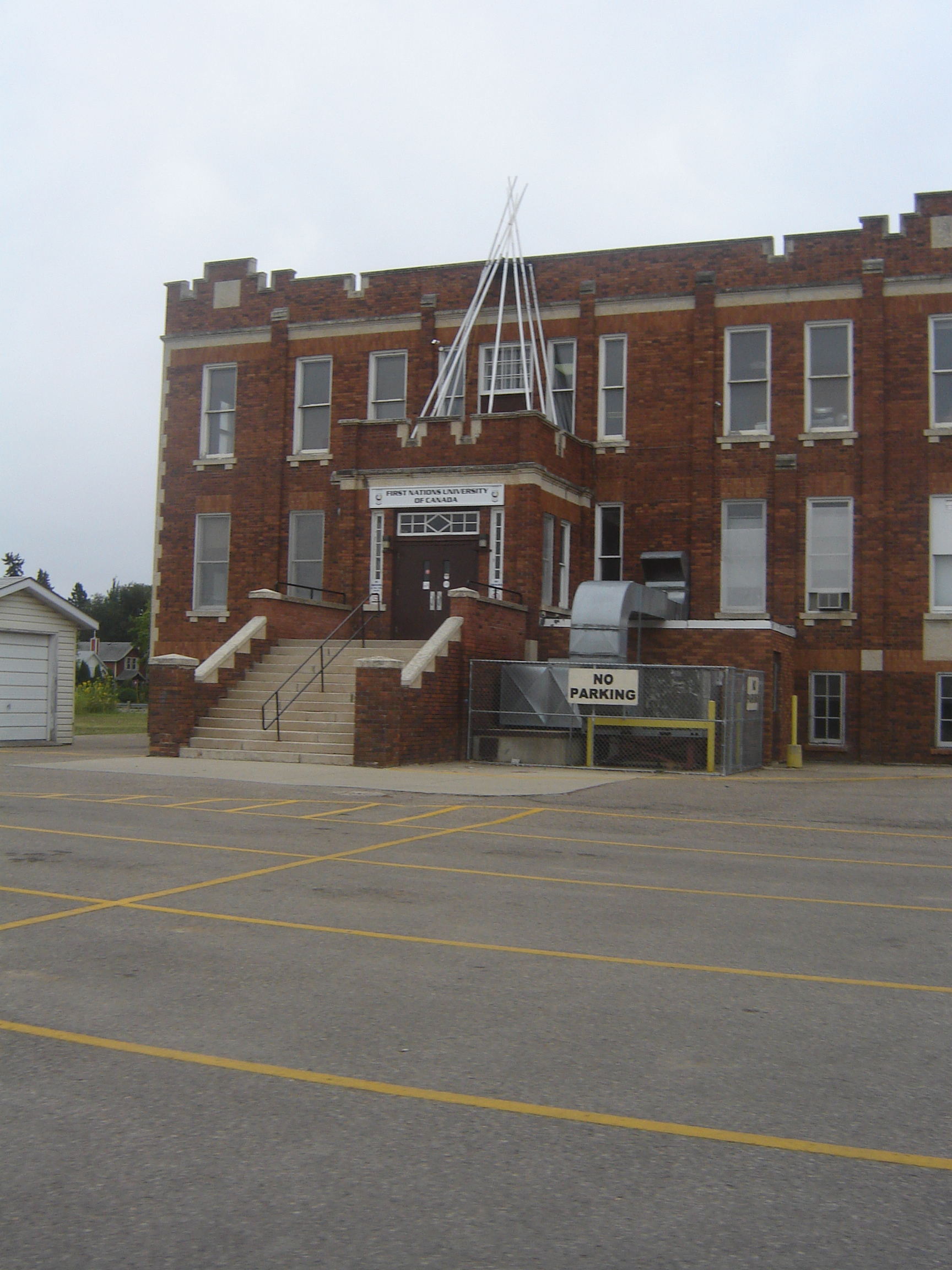
Старое здание кампуса Саскатуна в районе Сити-Парк. В здании с 1994 по 2010 год располагался кампус Саскатуна.

Университет коренных народов возник из Индейского федеративного колледжа Саскачевана. Индейский федеративный колледж Саскачевана был присоединен к Университету Реджайны после его основания в 1976 году. Университет был создан на основании соглашения между Федерацией индейских наций Саскачевана и Университетом Реджайны, официально оформленного в мае 1976 года, с заявленным намерением служить «академическим, культурным и духовным потребностям студентов коренных народов».
23 июня 2003 года под руководством президента университета Эбера Хемптона учреждение было переименовано в «Университет коренных народов Канады». Граф Уэссекский открыл кампус университета в Реджайне в 2003 году. Королева Елизавета II, королева Канады, впервые помолвилась во время празднования столетия Саскачевана и Альберты в 2005 году.
Этот камень был взят с территории замка Балморал в высокогорье Шотландии — места, дорогого моей прапрабабушке, королеве Виктории.  Он символизирует основу прав коренных народов, отраженных в договорах, подписанных с Короной во время ее правления.  Этот камень с шифром королевы Виктории, а также с моим собственным, преподнесен Университету коренных народов Канады в надежде, что он послужит напоминанием об особых отношениях между сувереном и всеми народами первых наций.
Star Blanket Cree Nation предложила план объявить собственность учреждения заповедником городских индейцев в соответствии с Соглашением о праве на землю по Саскачеванскому договору с участием Star Blanket, правительства провинции и федерального правительства. Участники группы Star Blanket Nation единогласно проголосовали за этот план на референдуме 2008 года.
Имеется три кампуса:
- Кампус Реджайны: 1 First Nations Way, Реджайна (на территории кампуса Университета Реджайны)
- Кампус Саскатуна: Городской заповедник Асимаканисекан Аски 230 — 103B Packham Avenue
- Северный кампус: 1301 Central Ave, Принс-Альберт

Два с половиной верхних этажа здания кампуса Реджайны, ранее до 2014 года, сдавались в аренду в качестве офисных помещений Министерству по делам коренных народов и Северного развития Канады. Здание реджайнского кампуса было спроектировано архитектором Дугласом Кардиналом.

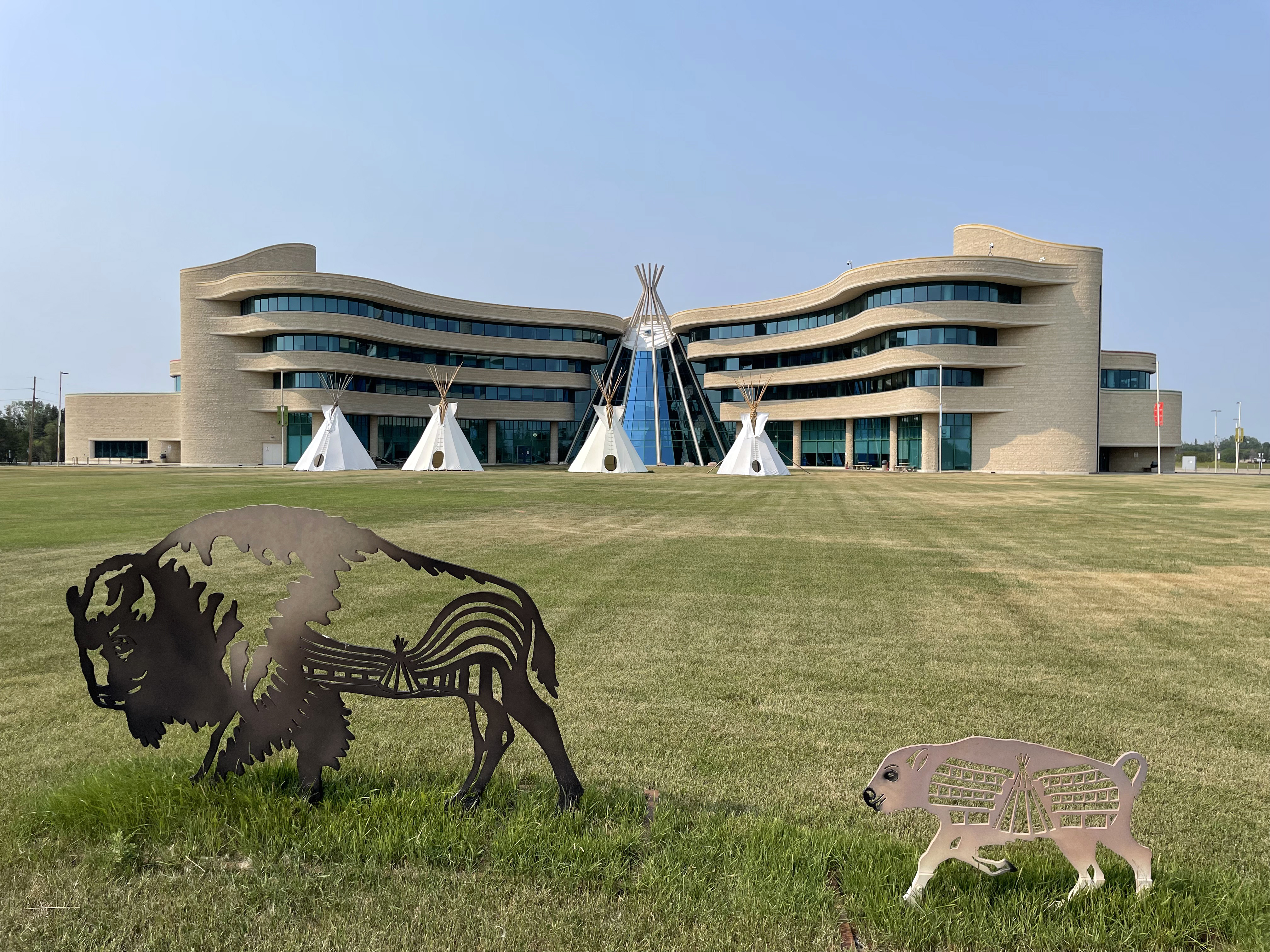
Внешний фасад кампуса университета Реджайны

В каждом кампусе университета есть библиотека с сильными сторонами, относящимися к предметам и дисциплинам, преподаваемым в каждом кампусе (исследования коренных народов, индейское изобразительное искусство, образование и бизнес, в кампусе Реджайны; социальная работа коренных народов, в кампусе Саскатуна; и исследования здоровья и образования коренных народов, в кампусе Принс-Альберта). Библиотеки университета с 1976 года входят в состав библиотеки Университета Реджайны. Студенты и преподаватели УКНК могут использовать библиотеку университета, а также библиотеку Университета Реджайны и библиотеки других дочерних колледжей (Campion and Luther).

## Обучение
Хотя он называется Университет коренных народов Канады и признан университетом правительством Саскачевана, на самом деле это учебное заведение является федеральным колледжем Университета Реджайны, и степени, полученные в этом учреждении, присуждаются Университетом Реджайны. Уполномочивающим законодательством является Закон об Университете Реджайны, глава U-5. Университет открыт для студентов всех культур и национальностей, а не только для представителей коренных народов.

### Программы аборигенов
Университет разработал специальные программы в партнерстве с общинами аборигенов для удовлетворения потребностей общин аборигенов в человеческих ресурсах в таких областях, как здравоохранение, образование и окружающая среда — например, программы Национальной школы стоматологической терапии, сестринского дела и медицинских исследований. Для студентов-аборигенов предусмотрены специальные промежуточные программы первого года обучения, при этом старейшины аборигенов присутствуют в кампусе для оказания социальной поддержки. Он предлагает комплексную программу карьерных услуг для решения профессиональных проблем студентов-аборигенов.

## Студенческая жизнь

Изображение университета в высоком разрешении

Студенты университета в кампусе Реджайны платят регулярные взносы, связанные с Университетом Реджайны и одноимённым студенческим союзом (University of Regina). Как и другие федеративные колледжи Лютера и Кэмпиона, студенты университета могут пользоваться всеми удобствами Университета Реджайны (библиотеки, книжные магазины, клубы, парковка, лаборатории и т. д.) и услугами (планы питания, общежития, онлайн-сервисы, карьера, консультирование и др.). Программы на получение степени Университета коренных народов Канады коррелируют с остальной частью учебной программы Реджайнского университета.

### Финансовая поддержка
Правительство Канады спонсирует Инструмент поиска стипендий для аборигенов, в котором перечислены более 680 стипендий и других стимулов, предлагаемых правительствами, университетами и промышленностью для поддержки участия аборигенов в высшем образовании. Стипендии Университета коренных народов для студентов из числа аборигенов, коренных народов и метисов включают: Премию Адама Мечтателя, Стипендию Ayahkamimakan Pimatisiwin (Жизнь продолжается), Мемориальную стипендию Альберта Бельгарда, Стипендию Союза зерновых услуг, Входную стипендию Молсона, Награду за выдающиеся достижения студентов компании Гудзонова залива, Стипендию по управлению информационными системами (ISM), Премию многих наций/морских спасателей, Мемориальную книжную премию Джин Шубридж, Мемориальную стипендию Мэри Эхнакеу, Стипендию дружбы Маргарет и Клэр Шеррард, Мемориальную стипендию Пола Дж. Даджена, Стипендию SGI Стэна Гамильтона, Стипендию Соломона Москито на английском языке, Мемориальную стипендию Венди Свенсон, Стипендию ТОО «Мейерс Норрис Пенни», Мемориальная стипендию Бобби Берда, Премию доктора Оливера Брасса за аспирантуру, Стипендию доктора Сюзанны Марсии Нильсон в области биологии.

## Споры

### Профессиональное положение
В мае 2007 года AUCC поставил университет на испытательный срок после разногласий в феврале 2005 года, когда университет уволил ряд сотрудников. Ассоциация потребовала, чтобы университет установил полную независимость от Федерации Индейских наций Саскачевана в течение года. Университет выполнил директивы AUCC и был восстановлен в апреле 2008 года.
В ноябре 2008 года Канадская ассоциация преподавателей университета единогласно проголосовала за осуждение Университета коренных народов и попросила своих членов не соглашаться на работу, почести или награды в университете. Сообщалось, что изменения, внесенные в отношении академической свободы, управления и политической автономии, стали причиной вотума недоверия. Осуждение было снято в апреле 2010 года после того, как университет внес очень существенные изменения в управление.

### Финансовая поддержка
В октябре 2008 года правительство Саскачевана выделило университету 1,6 млн долларов для покрытия хронического дефицита бюджета. Деньги были выделены для покрытия заработной платы преподавателей и текущих расходов. Ещё 400 000 долларов должны были быть потрачены на обзор долгосрочной деятельности университета.
В феврале 2009 года правительство провинции отказало в финансировании в размере 200 000 долларов. В качестве причины было названо отсутствие прогресса в решении проблем учреждения. К 18 марта был достигнут достаточный прогресс, чтобы правительство разблокировало половину замороженных средств.
В июне 2009 года федеральное правительство приостановило финансирование в размере 2,4 миллиона долларов, заявив, что хочет увидеть изменения в учреждении до того, как деньги будут переданы. В ответ официальные лица университета обвинили федеральное и провинциальное правительства в отказе от сотрудничества и излишне негативном отношении к их попыткам решить предполагаемые проблемы управления. 3 февраля 2010 года правительство провинции Саскачеван официально приостановило финансирование университета с 1 апреля 2010 г. На следующий день совет управляющих университета был распущен. 8 февраля 2010 г. федеральное правительство Канады объявило о прекращении финансирования университета с 31 марта 2010 г. Однако 23 марта 2010 года провинция Саскачеван восстановила финансирование. В июне 2010 года федеральное правительство объявило о предоставлении поддержки в размере 4 миллионов долларов в ответ на происходящие изменения в управлении; однако этими средствами будет управлять Университет Реджайны от имени FNUniv.

### Проблемы с персоналом
В январе 2009 года, Шонин Пит была уволена с должности вице-президента по академическим вопросам за то, что администрация университета назвала внутренним кадровым вопросом. 13 января Студенческое объединение университета организовало акцию протеста.
Двум бывшим сотрудникам учреждения, Джанет Ли Курц и Уэсли Роберту Стивенсону, были предъявлены обвинения в хищении у университета сумм в размере 21 000 и 15 000 долларов США соответственно. Оба признали себя виновными, им было приказано полностью возместить ущерб, и они согласились выполнять общественные работы.
В декабре 2009 года финансовый директор университета Мюррей Вестерлунд покинул свой пост. Вестерлунд сказал, что его уволили, но тогдашний президент университета Чарльз Пратт сказал, что уход был достигнут по обоюдному согласию. Чиновники университета также пропустили ещё одну серию крайних сроков для подачи различных отчетов, что привело к тому, что федеральное правительство удержало финансирование в размере 1,8 миллиона долларов.
В январе 2010 г. всплыли документы за ноябрь 2009 г., которые показали, что Вестерлунд выразил обеспокоенность по поводу нецелевых расходов. Вестерлунд подал иск против университета о неправомерном увольнении 17 декабря 2009 года. В иске утверждается, что он был маргинализирован, а затем уволен за написание документов, в которых критиковалась практика расходования средств чиновниками университета. Министр высшего образования провинции Роб Норрис созвал экстренное совещание с советом управляющих Университета Реджайны, чтобы обсудить финансовую ситуацию в университете. После встречи 27 января Норрис намекнул, что правительство провинции может прекратить финансирование учреждения.
В марте 2010 года было обнаружено, что почти 400 000 долларов из стипендиального фонда университета были потрачены на общие операции. Фонд сократился с 390 000 долларов весной 2009 г. до 15 000 долларов в феврале 2010 г.
19 марта 2010 г. Чарльз Пратт был уволен Временным советом управляющих по уважительной причине с поста президента Университета коренных народов; ранее он был отстранен с выплатой заработной платы. В тот же день был уволен бывший вице-президент администрации Аллан Дюшарм. Доктор Шонин Пит, который ранее был уволен с руководящего поста в университете, был назначен президентом в апреле 2010 года на шестимесячный срок.
В августе 2012 года Чарльз Пратт и Аллан Дюшарм достигли внесудебного урегулирования, и университет опубликовал заявление в рамках этого урегулирования, в котором, в частности, говорилось, «что ни г-н Пратт, ни г-н Дюшарм не были признаны виновными в нарушении прав. их соответствующие обязанности и не виновны в каких-либо финансовых нарушениях».